# Elizabeth Zachariadou
Elizabeth A. Zachariadou (em grego:  Ελισάβετ Α. Ζαχαριάδου, 1931 – 26 de dezembro de 2018) foi uma historiadora grega especializada em estudos turcos e considerada uma autoridade nos períodos iniciais o Império Otomano (ca. 1300-1600).
Em 1966 casou com o bizantinista Nikolaos Oikonomides (1934-2000). O casal exilou-se no Canadá pouco depois devido ao golpe de estado de 1967 e ao subsequente estabelecimento do regime dos coronéis na Grécia.
Depois de estudar na Escola de Estudos Orientais e Africanos da Universidade de Londres, foi nomeada professora de estudos turcos na Universidade de Creta de 1985 a 1998. Aí fundou com Vasilis Dimitriadis o programa de Estudos Turcos do Instituto de Estudos Mediterrâneos em Retimno. Em 1990 foi distinguida com um doutoramento honorário pela Universidade de Ankara e em 1993 foi nomeada membro da Academia Europaea.

## Obra
- Το Χρονικό των Τούρκων Σουλτάνων (του βαρβερινού ελληνικού κώδικα 111) και το ιταλικό του πρότυπο ("The Chronicle of the Turkish Sultans (cod. gr. Barberini 111) and its Italian original"), Salónica 1960
- Trade and Crusade, Venetian Crete and the Emirates of Menteshe and Aydin (1300-1415), Veneza 1983
- Romania and the Turks (c.1300 - c.1500), Variorum Reprints, Londres 1985, ISBN 0-86078-159-30-86078-159-3
- Ιστορία και θρύλοι των παλαιών σουλτάνων, 1300-1400 ("History and legends of the old sultans, 1300-1400"), Cultural Foundation of the National Bank of Greece, 1991 ISBN 978-960-250-059-0978-960-250-059-0. (Segunda ed. 1999)
- Δέκα τουρκικά έγγραφα για την Μεγάλη Εκκλησία (1483-1567) - Ten Turkish documents concerning the Great Church (1483-1567), Hellenic National Research Institute: Institute for Byzantine Research, 1996, ISBN 978-960-7094-69-8978-960-7094-69-8
- Studies in pre-Ottoman Turkey and the Ottomans, Ashgate Variorum, 2007
- com Anthony Luttrell, Πηγές για την τουρκική ιστορία στα αρχεία των Ιπποτών της Ρόδου, 1389-1422 - Sources for Turkish History in the Hospitallers' Rhodian Archive, 1389-1422, Hellenic National Research Institute: Institute for Byzantine Research, 2009 ISBN 978-960-371-051-6978-960-371-051-6
- com Gülsün Ayvali, Antonis Xanthynakis, Το χρονικό των Ουγγροτουρκικών πολέμων (1443-1444) ("Chronicle of the Hungarian-Ottoman wars (1443-1444)"), Crete University Press, Rethymno 2005, ISBN 978-960-524-217-6978-960-524-217-6

Como editora, foi responsável pela publicação dos primeiros quatro simpósions internacionais do programa de Estudos Turcos do Instituto de Estudos Mediterrâneos:
- The Ottoman Emirate, ca. 1300–1389. Halcyon Days in Crete I: A Symposium Held in Rethymnon, 11–13 January 1991, Crete University Press, Rethymno 1994, ISBN 978-960-7309-58-7978-960-7309-58-7
- The Via Egnatia under Ottoman Rule, 1380–1699. Halcyon Days in Crete II: A Symposium Held in Rethymnon, 9–11 January 1994, Crete University Press, Rethymno 1997 ISBN 978-960-524-017-2978-960-524-017-2
- Natural Disasters in the Ottoman Empire. Halcyon Days in Crete III: A Symposium Held in Rethymnon, 10–12 January 1997, Crete University Press, Rethymno 1999, ISBN 978-960-524-092-9978-960-524-092-9
- The Kapudan Pasha: His Office and Ηis Domain. Halcyon Days in Crete IV: A Symposium held in Rethymnon, 7–9 January 2000, Crete University Press, Rethymno 2002, ISBN 978-960-524-151-3978-960-524-151-3